# Dina Ferri
Dina Ferri (Radicondoli, 29 settembre 1908 – Siena, 18 giugno 1930) è stata una poetessa italiana.

## Biografia
Nacque ad Anqua di Radicondoli (SI) il 29 settembre 1908 da una famiglia di poveri contadini. Pochi anni dopo la sua nascita, i genitori si trasferirono in un podere a Ciciano nel comune di Chiusdino. La piccola Dina fu mandata presto dietro il gregge delle pecore; dopo i 9 anni frequentò le prime classi elementari della scuola del paese, ma dopo tre anni i genitori le fecero interrompere lo studio per farla ritornare a pascolare gli animali.
Appassionata dello studio, prese qualche lezione di nascosto da una compagna di classe. Senza conoscere la metrica, iniziò a scrivere le sue impressioni poetiche che la bellezza della natura le produceva nell'animo. L'11 gennaio 1924 si tagliò tre dita della mano destra con il trinciafieno; per lenire il dolore della piccola, i genitori la mandarono di nuovo alla scuola elementare, per frequentare la quale fece a piedi tutti i giorni circa dieci chilometri di strada.
Notando il suo talento, l'ispettore scolastico persuase i genitori a inviare la bambina all'Istituto Magistrale e ottenne per lei un sussidio annuo dal Monte dei Paschi. Nel 1927 iniziò i corsi nell'Istituto di Santa Caterina di Siena, tornando a casa per le vacanze natalizie ed estive ed aiutando i genitori nella cura del gregge. A Siena, nonostante la rigida vita di Collegio, conobbe i più bei monumenti e l'arte della città e il 1º aprile 1928 assisté con commozione per la prima volta nella sua vita ad un concerto di Arthur Rubinstein che volle conoscerla.
Il suo talento fu scoperto dal critico Aldo Lusini che pubblicò su La Diana un saggio delle poesie da lei composte e che ebbero subito una larga diffusione. La notorietà non la distolse dagli studi. Nel 1929 fu promossa alle Magistrali superiori. Un grave attacco d'influenza nell'inverno scosse la sua salute; in dicembre si allettò definitivamente e a febbraio fu portata all'Ospedale di Siena dove rimase in agonia per quattro mesi. Il 18 giugno 1930, a soli 22 anni, giunse anche per lei la bella Signora dall'abito nero che addormenta l'ultima volta con la carezza delle sue gelide dita (così chiamava la morte).
Dina Ferri teneva sempre un piccolo libro con sé, sul quale scriveva i suoi pensieri e le poesie. L'aveva intitolato Quaderno del nulla. Fu pubblicato nel 1931 dall'editore Treves e in ristampa nel 1999.
Da esso si riporta questa poesia: